# Deadloch
Deadloch est une série télévisée australienne créée par Kate McCartney et Kate McLennan, et mise en ligne à partir du 2 juin 2023 sur Prime Video.

## Synopsis
Dans une petite ville côtière de Tasmanie, le corps nu d'un local, Trent Latham, est retrouvé sur la plage. La policière Dulcie Collins doit prendre en charge l'enquête en attendant l'arrivée d'une inspectrice de Darwin (Australie), Eddie Redcliffe.

## Distribution
- Kate Box (VF : Audrey Sourdive) : Dulcie Collins
- Madeleine Sami (VF : Edwige Lemoine) : Eddie Redcliffe
- Alicia Gardiner (en) (VF : Laëtitia Lefebvre) : Cath York, l'épouse de Dulcie
- Nina Oyama (en) (VF : Leslie Lipkins) : Abby Matsuda
- Hollie Austin : Skye O'Dwyer
- Tom Ballard (en) (VF : Jim Redler) : Sven Alderman
- Astrid Wells Cooper : Claire Connelly
- Duncan Fellows : Ray McLintock
- Kris McQuade (en) : Victoria O'Dwyer
- Shaun Martindale : Phil Mcgangus
- Kartanya Maynard (VF : Julie Mouchel) : Miranda Hoskins
- Mia Morrissey (en) : Nadiyah Zammit
- Naarah : Sharelle Muir
- Pamela Rabe (VF : Pauline Brunel) : Margaret Carruthers
- Katie Robertson : Vanessa Latham
- Jackson Tozer : Gavin Latham
- Nick Simpson-Deeks (en) (VF : Thomas Roditi) : James King
- Hayden Spencer : Commissioner Shane Hastings
- Nathan Maynard (VF : Philippe Bozo) : Ted Hopkins
- Leonie Whyman (VF : Charlotte d'Ardalhon) : Tammy Hampson
- Susie Youssef (en) : Aleyna Rahme

 Source et légende : version française (VF) sur RS Doublage et cartons de doublage français.

## Production
La série est créée par le duo d'humoristes Kate McCartney et Kate McLennan. Elles souhaitaient produire une parodie de la série policière britannique Broadchurch. Pour ce faire, elles suppriment le sujet de la pédophilie, et donnent la place à des sujets tels que le sexisme et le racisme. En 2023, la série est renouvelée pour une deuxième saison,.

### Choix des interprètes
Les rôles principaux sont attribués à Kate Box (vue dans Stateless, Wentworth), Madeleine Sami (Ruptures et Compagnie), Alicia Gardiner (My Life Is Murder) et Nina Oyama (Utopia). Les autres personnages de la série sont incarnés par l'actrice Pamela Rabe de Wentworth, Nick Simpson-Deeks de Winners & Losers ou encore Mia Morrissey de Summer Bay.

### Tournage
La série est tournée en Tasmanie, dans la ville de Cygnet dans le Conseil de la vallée Huon, ainsi que dans les alentours de Hobart.

### Fiche technique
Sauf indication contraire, les informations mentionnées dans cette section peuvent être confirmées par la base de données cinématographiques IMDb,  présente dans la section « Liens externes ».
- Titre original et français : Deadloch
- Création : Kate McCartney et Kate McLennan
- Réalisation : Ben Chessell, Beck Cole, Gracie Otto
- Scénario : Kate McCartney et Kate McLennan, Kim Wilson, Christian White, Anchuli Felicia King, Kristy Fisher et Madeleine Sami
- Musique : Amanda Brown
- Montage :
- Production :
- Société de production :
- Société de distribution : Prime Video
- Pays de production :  Australie
- Langue originale : anglais
- Format : couleur - format HDTV 1080i - son 5.1
- Genre : comédie policière
- Nombre de saisons : 1
- Nombre d'épisodes : 8
- Durée : 50 minutes
- Date de diffusion :  sur Prime Video

## Épisodes
Épisode 1
Un groupe de jeunes découvre un corps nu présentant des marques de strangulation sur la plage locale et la sergeante Dulcie Collins de la police municipale est appelée sur les lieux. N'ayant pas officiellement le grade approprié pour mener l'enquête, sa hierarchie dépêche une detective de Darwin, Eddie Redcliffe, pour superviser l'enquête. Ses méthodes laissant à désirer, Dulcie mène sa propre enquête et fait le lien avec une ancienne affaire. Eddie Redcliffe est déterminée à procéder à l'arrestation pour meurtre du frère de la victime alors qu'elle n'a pas de preuve. Le soir même, la découverte d'un autre corps sur la plage vient tout remettre en question. 
Épisode 2
Les deux frères Latham étant morts, sans langue, Dulcie est convaincue qu'il existe un lien entre eux et les circonstances entourant la mort du précédent maire de la ville, Rod Dixon, il y a plusieurs années, qui s'est également échoué sur les côtes de la ville. Cependant, Eddie n'est pas du tout d'accord pour suivre la théorie de Dulcie et préfère interroger Phil McGangus, un entrepreneur local acariâtre, et entraîner Abby, l'agent de police qui aime les gens, dans une opération de surveillance. Dulcie prend les choses en main et supervise l'exhumation du corps du maire, qui s'avère dramatiquement défectueuse, tandis que le comportement d'Eddie devient de plus en plus erratique avec sa nouvelle théorie sur le retour possible d'un poids lourd de la ville, disparu depuis longtemps, qui serait à l'origine de la mort des Latham. 

## Réception critique
La série est accueillie positivement. Sur le site web Rotten Tomatoes, 100% des 22 critiques sont positives, avec une note moyenne de 8,0/10.